# Pico Julio Verne
El pico Julio Verne es una montaña de la sierra de Gádor, al suroeste de la provincia de Almería (España). Tiene una altitud de 1586 m. Administrativamente, está en el límite de los términos municipales de Fondón y Laujar de Andarax, quedando su vértice geodésico en este último.

## Descripción
Se encuentra en el extremo noroeste de la sierra, 1 km al norte del pico Caparidán. Conforma un balcón natural a Las Alpujarras y Sierra Nevada. Sus laderas tienen pendientes suaves en el sureste, hacia la zona conocida como "El Pelao". En el noroeste las pendientes son más pronunciadas hacia el valle.
En su cima también se encuentra una caseta forestal, unos 30 m al este del vértice geodésico. Es accesible mediante pista forestal.
La vegetación se compone principalmente de pinares en sus laderas y monte bajo en la zona de la cima.